# خراب السنف (بني مطر)

تعديل مصدري - تعديل

خراب السنف هي إحدى قرى عزلة جنب بمديرية بني مطر التابعة لمحافظة صنعاء، بلغ تعداد سكانها 1101 نسمة حسب تعداد اليمن لعام 2004.